# Trey Day
Trey Day to drugi, studyjny album amerykańskiego wokalisty R&B, Treya Songza, wydany 2 października 2007.

## Lista utworów
| #  | Tytuł                 | Gościnnie | Producent                                          | Długość |
| -- | --------------------- | --------- | -------------------------------------------------- | ------- |
| 1  | "Intro: Trey Day"     | Bub B     | Bei Maejor                                         | 1:09    |
| 2  | "Long Gone Missin"    |           | Bei Maejor                                         | 3:35    |
| 3  | "Wonder Woman"        |           | Danja                                              | 5:17    |
| 4  | "No Clothes On"       |           | The Runners                                        | 3:35    |
| 5  | "Sex For Yo Stereo"   |           | Miykal Snoddy and Troy Taylor                      | 3:39    |
| 6  | "Last Time"           |           | Bryan-Michael Cox                                  | 4:22    |
| 7  | "Can’t Help but Wait" |           | StarGate                                           | 3:24    |
| 8  | "Grub On"             |           | R. Kelly                                           | 3:43    |
| 9  | "Fly Together"        | Jim Jones | Eric Hudson                                        | 4:27    |
| 10 | "Store Run"           |           | Dre & Vidal                                        | 4:38    |
| 11 | "Missin You'"         |           | StarGate                                           | 3:35    |
| 12 | "Role Play"           |           | Troy Taylor                                        | 3:59    |
| 13 | "We Should Be"        |           | Jimmy Jam & Terry Lewis and James "Big Jim" Wright | 5:57    |